# فرع حقي من شريان فخذي منعطف وسطي
الفرع الحقي من الشريان الفخذي منعطف وسطي ينشأ من شريان فخذي منعطف وسطي ويستمر على طول الرباط وصوًلا إلى رأس عظم الفخذ.